# 中老年时报
《中老年时报》创刊于1992年7月1日，原名《天津老年时报》，是中国首份中老年人群报纸，由今晚传媒集团创办，现隶属于天津海河传媒中心，由天津中老年时报传媒有限公司出版。2010年3月1日，更为现名。2013年，由周报改为日报。